# Diamante Taylor-Burton
O Diamante Taylor-Burton, um diamante que pesa 68 quilates (13,6 g), ficou famoso em 1969 quando foi comprado pelos atores Richard Burton e Elizabeth Taylor. Burton já havia sido o licitante mais baixo quando a joalheria Cartier comprou o diamante em um leilão por US$ 1.050.000, estabelecendo um preço recorde para uma joia vendida publicamente. Milhares de pessoas em Nova York e Chicago fizeram fila para ver o diamante após sua venda em 1969. Posteriormente, ele foi usado por Taylor no 40º aniversário da Princesa Grace de Mônaco e no 42.ª cerimônia do Oscar.

## Descrição
O diamante bruto original foi encontrado em 1966 na Mina Premier [en], na África do Sul, pesando 241 quilates (48,2 g). Harry Winston o lapidou no formato de uma pera, pesando 69,42 quilates (13,884 g).
Na época da venda, em 1969, o diamante foi colocado em um anel de platina com dois diamantes menores de cada lado. Após sua compra por Taylor e Burton, Taylor achou o diamante muito pesado para ser usado como anel e encomendou um colar de diamantes no valor de 80 000 dólares, que incluía uma configuração personalizada para o diamante. O colar foi projetado para se ajustar ao pescoço de Taylor, permitindo que o diamante cobrisse sua cicatriz de traqueostomia resultante de sua luta contra uma pneumonia quase fatal em 1961. Em 1980, Robert Mouawad, proprietário subsequente do diamante Taylor-Burton, mandou recortá-lo para 68 quilates (13,6 g).

## História
O diamante foi originalmente comprado por Harriet Annenberg Ames, irmã do editor bilionário Walter Annenberg [en], em 1967. Annenberg Ames temia usar o diamante em sua cidade natal, Nova York, e decidiu vender a pedra. Posteriormente, ela disse: “Eu me vi positivamente encolhida e mantendo minhas luvas calçadas por medo de que ela fosse vista. ... Ela ficou em um cofre de banco por anos. Parecia tolice guardá-la se não fosse possível usá-la. Como as coisas são em Nova York, não era possível usá-la publicamente”.

### Venda em 1969
Foi anunciado que o leilão ocorreria em 23 de outubro de 1969, com o diamante listado como lote 133, na Sotheby's, na cidade de Nova York. O diamante foi levado de avião para Gstaad, na Suíça, para que a atriz Elizabeth Taylor pudesse vê-lo, e depois levado de volta aos Estados Unidos para o leilão. O marido de Taylor, o ator Richard Burton, havia estabelecido um lance máximo de US$ 1 milhão pelo diamante, com seu advogado, Aaron Frosch, dando lances por telefone de Londres, e Al Yugler, da joalheria Frank Pollock and Sons, dando lances na sala para Burton.
O leilão começou em 200 000 dólares, com todos na sala gritando “Sim!” quando o valor foi anunciado, mas em 500 000 dólares apenas nove pessoas permaneceram no leilão. A venda prosseguiu em incrementos de 10 000 dólares após 500 000, e apenas duas pessoas permaneceram com 650 000 dólares. Com 1 milhão de dólares, Yugler, que estava fazendo lances para Taylor e Burton, desistiu do leilão, que terminou pouco depois. Não havia certeza na sala lotada sobre quem era o vencedor, mas mais tarde foi revelado que era Robert Kenmore, da Kenmore Corporation, a empresa controladora da joalheria Cartier.
Entre os licitantes com lance inferior na venda estavam o joalheiro Harry Winston, o Sultão de Brunei Hassanal Bolkiah e o magnata grego da navegação Aristóteles Onassis, que havia desistido do leilão em 700 000 dólares. O preço final foi de 1 050 000 dólares, um novo recorde para um leilão público de uma joia. O recorde anterior de preço de um diamante era de 305 000 dólares, estabelecido em 1957.
Uma cláusula da venda estipulava que o diamante poderia ser nomeado pelo comprador e, posteriormente, foi nomeado “Diamante Cartier”.

### Compra por Burton e Taylor
Burton e Taylor estavam na Inglaterra na época do leilão, hospedados no The Bell Inn, em Aston Clinton [en], Buckinghamshire, onde estavam visitando Ifor Jenkins, irmão de Burton. O advogado de Burton, Jim Benton, ligou para ele no The Bell Inn após o leilão para informá-lo de que havia sido superado no leilão. Mais tarde, Burton escreveu sobre sua reação em seu diário, afirmando que:
“Eu me transformei em um maníaco delirante e insisti para que ele ligasse para Aaron o mais rápido possível. Elizabeth foi doce como só ela poderia ser e protestou dizendo que isso não importava, que não se importava se não tivesse o diamante, que a vida era muito mais do que bugigangas e que ela daria um jeito com o que tinha. A conclusão foi que ela se contentaria. Mas eu não! ... Eu gritei para o Aaron, aquele maldito Cartiers, que eu ia conseguir aquele diamante, mesmo que isso custasse minha vida ou 2 milhões de dólares, o que fosse maior. Durante 24 horas, a agonia persistiu e, no final, eu ganhei. Fiquei com a maldita coisa".
Burton passou o dia seguinte ao leilão no telefone público do The Bell Inn, depois de instruir Frosch a comprar o diamante da Cartier, independentemente do preço. O diamante foi confirmado como seu no dia seguinte, a um custo de 1,1 milhão de dólares. Burton também escreveu em seu diário que “eu queria esse diamante porque ele é incomparavelmente adorável... e deveria estar na mulher mais adorável do mundo. Eu teria tido um ataque se ele fosse para Jackie Kennedy, Sophia Loren ou a Sra. Huntingdon Misfit de Dallas, Texas”. Posteriormente, o diamante foi chamado de “Diamante Taylor-Burton”. Burton já havia comprado para Taylor o Diamante Krupp [en] de 33,19 quilates em maio de 1968, ao custo de US$ 307.000.
As joias de Burton e Taylor e outros investimentos comprados pelo casal eram oficialmente ativos de um abrigo fiscal estabelecido pelo casal, chamado Atlantic Corporation.

### Exibição pública
A Kenmore concordou em vender o diamante se ele pudesse ser exibido nas lojas da Cartier em Nova York e Chicago e, depois de publicar um grande anúncio no The New York Times para anunciar a exibição pública, cerca de 6.000 pessoas fizeram fila para ver o diamante todos os dias. O diamante também apareceu no The Ed Sullivan Show.

A publicidade em torno da compra do diamante foi criticada em um editorial do The New York Times que dizia que
“Os camponeses estão fazendo fila do lado de fora da Cartier's esta semana para ver um diamante tão grande quanto o Ritz, que custa bem mais de um milhão de dólares. Ele está destinado a ser pendurado no pescoço da Sra. Richard Burton. Como alguém disse, teria sido bom usá-lo no tumbril a caminho da guilhotina. ... Nesta Era da Vulgaridade, marcada por questões menores como guerra e pobreza, fica cada vez mais difícil escalar as alturas da verdadeira vulgaridade. Mas com alguns milhões soltos, isso pode ser feito - e pior, admirado”.

### Estreia em Mônaco
Depois de suas exibições públicas, o diamante foi levado para Taylor e Burton em Mônaco, em novembro de 1969, que estavam hospedados em seu iate, o Kalizma, no Porto Hércules [en]. A viagem do diamante até Mônaco levou três semanas, com o uso de três homens com pastas idênticas, das quais apenas uma continha o diamante real. Os homens voaram de Nova York para Nice, na França, e, ao entrar em Mônaco, um guarda armado com uma metralhadora deu mais proteção ao diamante. O casal estava em Mônaco para comemorar o quadragésimo aniversário da Princesa Grace no “Scorpio Ball”, um baile de gala realizado no Hotel Hermitage [en], em Monte Carlo. A pasta que continha o diamante também continha três pares de meias de 50 centavos de dólar que Taylor compraria em Nova York e que não estavam disponíveis em nenhum outro lugar, e Taylor ficou tão entusiasmado ao receber as meias quanto o diamante.
No Scorpio Ball, Taylor usou o diamante com o Diamante Krupp, que Burton havia comprado para ela em 1968, e o Diamante “Ping Pong”, que tinha apenas 1⁄8 de um quilate. O Diamante “Ping Pong” custou apenas US$ 14 e foi comprado para ela por Burton depois que ele lhe prometeu um diamante se ela o vencesse por dez pontos em um jogo de pingue-pongue. Quando as pessoas elogiavam seus diamantes no baile, Taylor fazia questão de fingir que estavam elogiando o Diamante "Ping Pong" e não seus equivalentes muito maiores. Burton escreveu em seu diário que “o prazer de Elizabeth com ele é uma alegria de se ver e uma coisa muito curiosa de se testemunhar é o prazer óbvio que as outras pessoas sentem quando ela o usa. Até mesmo Hjordis Niven e a Princesa Grace, que são frias, pareciam estar gostando do momento dela. E é claro que ninguém pode usar o diamante de forma melhor. O rosto, os ombros e os seios milagrosos o destacam com perfeição".

### História posterior e venda
Posteriormente, Taylor usou o diamante na 42ª cerimônia do Oscar, em 7 de abril de 1970, quando usou um vestido desenhado por Edith Head. Na cerimônia, Taylor entregou o Oscar de Melhor Filme para Midnight Cowboy.
Uma apólice de seguro de US$ 1 milhão foi garantida contra o diamante no Lloyd's of London. Os termos estabelecidos pelo Lloyd's estipulavam que o diamante só poderia ser usado em público por trinta dias em um determinado ano, que deveria ser armazenado em um cofre e que Taylor deveria ser acompanhada por guardas armados quando o usasse em público. Mais tarde, Taylor mandou fazer uma réplica do diamante que custou US$ 2.800.
Após seu segundo divórcio com Burton, em 1978, Taylor vendeu o diamante em junho de 1979 para Henry Lambert, um joalheiro de Nova York, por um valor que se acredita estar entre US$ 3 e 5 milhões. Parte dos lucros da venda financiou a construção de um hospital em Botsuana. O segundo casamento de Taylor e Burton foi realizado em Botsuana em 1975. Lambert vendeu o Diamante Taylor-Burton em dezembro de 1979 para Robert Mouawad, da joalheria Mouawad [en].